# Экономическо-философские рукописи 1844 года
Экономическо-философские рукописи 1844 года (нем. Ökonomisch-philosophische Manuskripte aus dem Jahre 1844) — работа Маркса, написанная в 1844 году и относимая к т. н. раннему (гуманистическому) периоду. Основная тема, раскрываемая в труде, — отчуждение.

## Содержание
Маркс начинает первую рукопись с рассмотрения заработной платы (Arbeitslohn), которую капиталист платит рабочему, чтобы тот мог поддержать свое существование (Existenz). Отсюда жизнь рабочего измеряется его зарплатой, поэтому он превращается в товар (Ware). Попытка заработать больше приводит рабочего к надрыву на работе.
Далее Маркс определяет капитал как «частную собственность (Privateigentum) на продукт чужого труда (fremder Arbeit)», как «командную власть (Regierungsgewalt) над трудом», и как «накопленный труд» (aufgespeicherte Arbeit). Отличительной особенностью капитала является то, что он дает прибыль (Profit).
Основой землевладения и связанной с ней земельной рентой (Grundrente) является грабеж. Впоследствии землевладелец предоставляет землю арендатору, а взамен получает ренту. При увеличении населения и строительстве дорог рента неизбежно растет. В своих рассуждениях Маркс опирается на работы Адама Смита и Рикардо.
Заканчивает Маркс первую рукопись рассмотрением отчужденного труда (entfremdete Arbeit). В основе его лежит парадокс, что

рабочий становится тем беднее, чем больше богатства он производит.
 В процессе труда Рабочий создает предмет, которым сам не может управлять. Так вначале происходит овеществление (Verwirklichung) труда в продукте, а затем отчуждение (Entfremdung) его от рабочего. Если политэкономия видела в труде источник богатства, то Маркс видит в нем отчуждение. Он пишет, что труд с одной стороны одухотворяет (produziert Geist), а с другой — вызывает слабоумие (Blödsinn) и кретинизм. Рабочий приходит к самоотрицанию: отчуждаясь от результата труда, рабочий отчуждается от самого труда, а поскольку в преобразовании природы человеческая природа утверждается, то отчуждаясь от труда рабочий отчуждается от своей человеческой природы. Решить проблему отчуждения можно только посредством отмены частной собственности, то есть эмансипации (Emanzipation).
В третьей рукописи Маркс рассматривает коммунизм (Kommunismus) как упразднение частной собственности, при этом собственность становится всеобщей (allgemeine), равно как и труд становится всеобщими. При первобытном грубом коммунизме даже «женщина становится общественной и всеобщей собственностью». Однако для перехода к подлинному коммунизму его примитивная форма не достаточна. Маркс настаивал не на уничтожении созданной культуры, а на «сохранении всего богатства предшествующего развития». При этом он относит религию, семью, государство (Staat), право, мораль, науку и искусства к «видам производства» (Weisen der Produktion). Однако при коммунизме необходимо должен господствовать атеизм.
Маркс отмечал, что в современном ему «буржуазном обществе» (die bürgerliche Gesellschaft) потребности рабочих предельно сокращены: «Ирландец знает только одну потребность (Bedürfnis) — потребность в еде». Однако не менее значимыми является «утонченные потребности» (verfeinerten Bedürfnisse) или роскошь (Luxus), а именно потребность приобретать книги, ходить в театр, кафе (Wirtshaus) или на бал, а также петь, рисовать и путешествовать. Отказ от этого усиливает отчуждение. Таким образом, Маркс критикует бережливость (Sparsamkeit), поскольку «без потребления не было бы и производства» (daß ohne Konsumtion nicht produziert wurde).
В ходе критического разбора философии Гегеля Маркс отвечает на вопрос: 

…в каких же взаимоотношениях мы находимся с гегелевской диалектикой?
 Маркс критикует идеализм философии Гегеля:

абсолютная идея сама по себе есть ничто, что только природа есть нечто,
 в то же время отмечая: 

положительные моменты гегелевской диалектики.